# Figure 5
Figure 5 est un tableau peint par Jasper Johns en 1960. Cette peinture à l'encaustique sur des papiers journaux collés sur une toile représente un grand chiffre 5. Elle est conservée au musée national d'Art moderne, à Paris.